# 陶辛镇
陶辛镇，是中华人民共和国安徽省芜湖市湾沚区下辖的一个乡镇级行政单位。

## 行政区划
陶辛镇下辖以下地区：
双桥社区、奚村村、沙墩村、石桥村、四门村、河桥村、楼麻村、芮村村、陶辛村、七房村、马桥村、承村村、新塘村、友谊村、芦中村、天井村、三官村、北胡村、胡湾村、东莞村、定丰村、倪家村和保太村，前沙村 后沙村。